# Бад Кокс
Бад Кокс (англ. Bud Cox; нар. 11 квітня 1960) — колишній американський тенісист.
Найвищу одиночну позицію світового рейтингу — 149 місце досяг 9 лютого 1987, парну — 63 місце — 20 серпня 1984 року.
Здобув 1 парний титул.
Найвищим досягненням на турнірах Великого шолома було 3 коло в парному розряді.

## Фінали Гран-прі за кар'єру

### Парний розряд: 3 (1–2)
| Результат | W/L | Дата     | Турнір             | Покриття | Партнер       | Суперники                            | Рахунок       |
| --------- | --- | -------- | ------------------ | -------- | ------------- | ------------------------------------ | ------------- |
| Поразка   | 0–1 | Сер 1984 | Колумбус, США      | Тверде   | Террі Мур     | Сенді Меєр Стен Сміт                 | 4–6, 7–6, 5–7 |
| Поразка   | 0–2 | Сер 1986 | Сен-Венсан, Італія | Ґрунт    | Майкл Фанкатт | Лібор Пімек Павел Сложил             | 3–6, 3–6      |
| Перемога  | 1–2 | Сер 1987 | Сен-Венсан, Італія | Ґрунт    | Майкл Фанкатт | Массімо Сієрро Алессандро де Мінічіс | 6–3, 6–4      |

## Титули Челленджер

### Парний розряд: (3)
| Ранг | Рік  | Турнір                          | Покриття | Партнер       | Суперники                           | Рахунок       |
| ---- | ---- | ------------------------------- | -------- | ------------- | ----------------------------------- | ------------- |
| 1.   | 1986 | Сан-Луїс-Потосі (штат), Мексика | Ґрунт    | Джон Лівайн   | Стефан Бонно Іньякі Кальво          | 7–6, 4–6, 6–4 |
| 2.   | 1986 | Стамбул, Туреччина              | Ґрунт    | Майкл Фанкатт | Петер Бастіансен Джордж Каловелоніс | 6–3, 6–2      |
| 3.   | 1988 | Найробі, Кенія                  | Ґрунт    | Стефан Медем  | Уго Коломбіні Агустін Морено        | 7–6, 4–6, 6–4 |